# Viniegra de Abajo
Viniegra de Abajo o históricamente con el nombre de Viniegra de Yuso es una localidad integrante de las 7 Villas, y se encuentra en la comunidad autónoma de La Rioja (España).
Viniegra de Abajo se encuentra entre el Camero Nuevo y la sierra de la Demanda, en lo que se conoce como la comarca del Alto Najerilla. 
Está a 881 metros de altitud, y dista 74 km de Logroño y 50 de Nájera.
Por Viniegra pasa el río Urbión, que nace en los Picos de Urbión, ubicados dentro del término municipal.
Está catalogado como Uno de Los Pueblos Más Bonitos de España desde el año 2019 y pertenece desde entonces a la asociación homónima.

## Historia
El hallazgo de tumbas y de una estela visigótica, encontrada hace pocos años en el recinto urbano del pueblo, apuntan a la existencia de asentamientos visigóticos y testimonian la antigüedad de la fundación de la villa.
Parece ser, que Viniegra fue la ciudad de Lutia. Fue allí donde Retógenes el Caraunio, reclutó a 400 jóvenes para luchar contra Escipión, durante el asedio de Numancia. Fue en el pico de la Traición, donde fueron entregados y les cortaron la mano derecha, logrando así asestar dos golpes a sus habitantes: el primero físico, dejando inútil a la población trabajadora, y el segundo moral, impidiendo a los guerreros morir honorablemente en el campo de batalla puesto que no podían empuñar armas.
Con el nombre de Viniegra de Yuso, aparecía incluida en la relación de 44 pueblos que integraban el Señorío de Cameros, donado en el año 1366 por Enrique de Tratámara al caballero Juan Ramírez de Arellano, por su apoyo en la lucha contra Pedro I el Cruel. Desde entonces perteneció al señorío de los condes de Aguilar e Inestrillas, herederos del dominio de Cameros, según aparece constatado en el catastro del marqués de la Ensenada del año 1751.

## Economía
- Se basa fundamentalmente en la ganadería ovina, caprina, vacuna y caballar. Su larga tradición trashumante rememora épocas de esplendor en los siglos XVI y siguientes.
- También posee explotaciones forestales en choperas, pinares, encinares y restos degradados del robledal autóctono.
- Las truchas de sus cotos dan merecida fama a las carcavas por las que fluyen sus ríos, el Najerilla, el Urbión y afluentes.
- La caza del jabalí y corzo junto con los pasos de paloma le dan otro aliciente adicional a Viniegra para los aficionados al deporte cinegético.
- La agricultura se basa exclusivamente en las huertas para consumo propio que se cultivan en los alrededores del pueblo.

## Administración
| Periodo   | Nombre                          | Partido       |
| --------- | ------------------------------- | ------------- |
| 1979-1983 | Florián Salas Garachana         | UCD           |
| 1983-1987 | Pedro Ochoa Espiga              | AP            |
| 1987-1991 | Félix Santiago Miera Sainz      | Independiente |
| 1991-1995 | Féliz Santiago Miera Sainz      | PSOE          |
| 1995-1999 | Félix Santiago Miera Sainz      | PSOE          |
| 1999-2003 | Juan Carlos Jiménez de Miguel   | PP            |
| 2003-2007 | Jesús Mª García Palacios        | PSOE          |
| 2007-2011 | Pedro Ochoa Espiga              | PSOE          |
| 2011-2015 | Pedro Ochoa Espiga              | PP            |
| 2015-2019 | Juan Ignacio Martínez Fernández | PP            |
| 2019-2023 | Juan Ignacio Martínez Fernández | PP            |
| 2023-act. | Víctor Grandes Losa             | PR+           |

## Geografía humana

### Demografía
Cuenta con una población de 75 habitantes (INE 2024).
| Gráfica de evolución demográfica de Viniegra de Abajo entre 1842 y 2021                                               |
| |
| Población de derecho según los censos de población del INE. Población de hecho según los censos de población del INE. |

## Fiestas
En Viniegra hay dos fiestas principales, las de invierno, que son las de San Ildefonso, y las de verano, Santiago. Pero además de estas, también hay otras tradiciones:

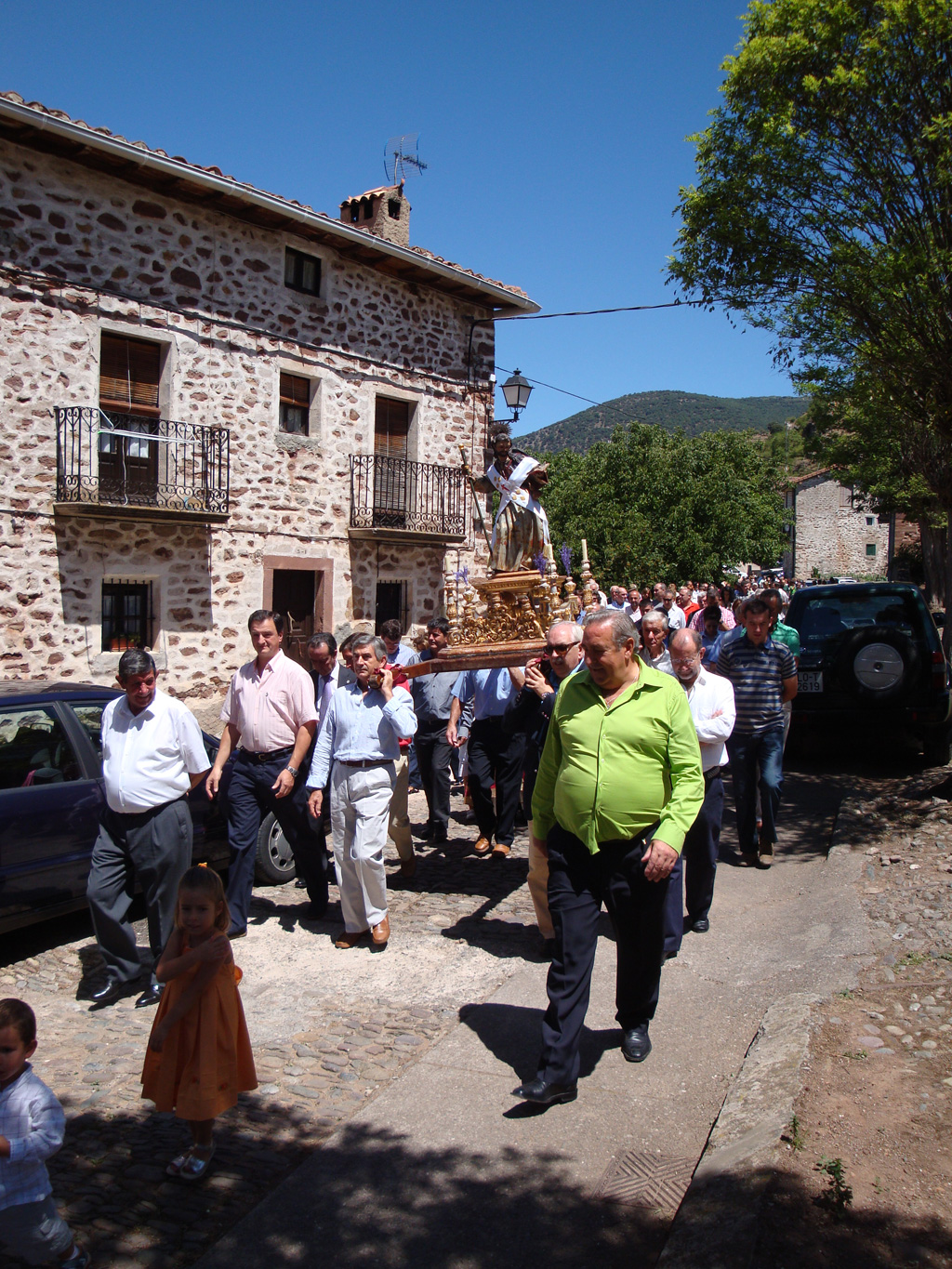
Procesión de Santiago por las calles de Viniegra el 25 de julio.

### San Ildefonso
Se celebran el 23 de enero, aunque se suele trasladar al fin de semana más próximo. Son las fiestas de invierno, y es costumbre repartir entre todos los asistentes una pequeña hogaza que lleva grabada la efigie del Santo. El sábado por la mañana suele haber varios talleres para los jóvenes (como el de hacer chorizos) y por la tarde hay degustación de picadillo. Para cerrar el día, en la carpa, hay orquesta. El domingo antes del reparto del bollo o bodigo, se celebra una misa, a la que asisten las autoridades acompañadas por un grupo de gaiteros.

### Santiago

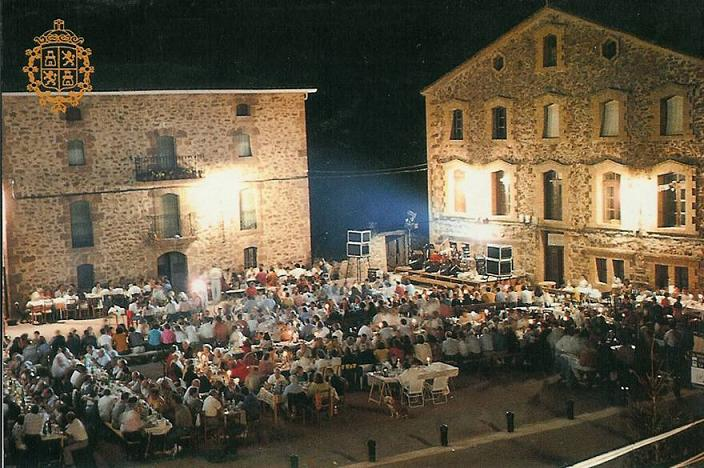
Cena de todo el pueblo en la fiesta de la Subida del Santo.

Las fiestas de Santiago se celebran el 24, 25 y 26 de julio. Son las fiestas grandes, y por ello, se suelen trasladar al fin de semana más próximo al día 25. La víspera, el día 24, se baja de la ermita el Santo a la iglesia, donde pasará alrededor de un mes. El día 25, es el día grande. Comienza con una misa y procesión por todo el pueblo con el volteo de las campanas.

La Cofradía de los Hermanos de Santiago es la encargada de preparar toda la fiesta. Cada año, y por orden de antigüedad, uno de estos cofrades, llamado Mayordomo, se ocupa de mantener los actos de la celebración.

### Subida del Santo
El último fin de semana de agosto, se celebra la Subida del Santo. Santiago, que ha permanecido en la iglesia de la Asunción durante alrededor de un mes, vuelve a la ermita para pasar el resto del año. Por la noche, se celebra una cena popular en la plaza, y posteriormente hay orquesta para amenizar lo que significa para muchos el fin del verano.

### Otras tradiciones

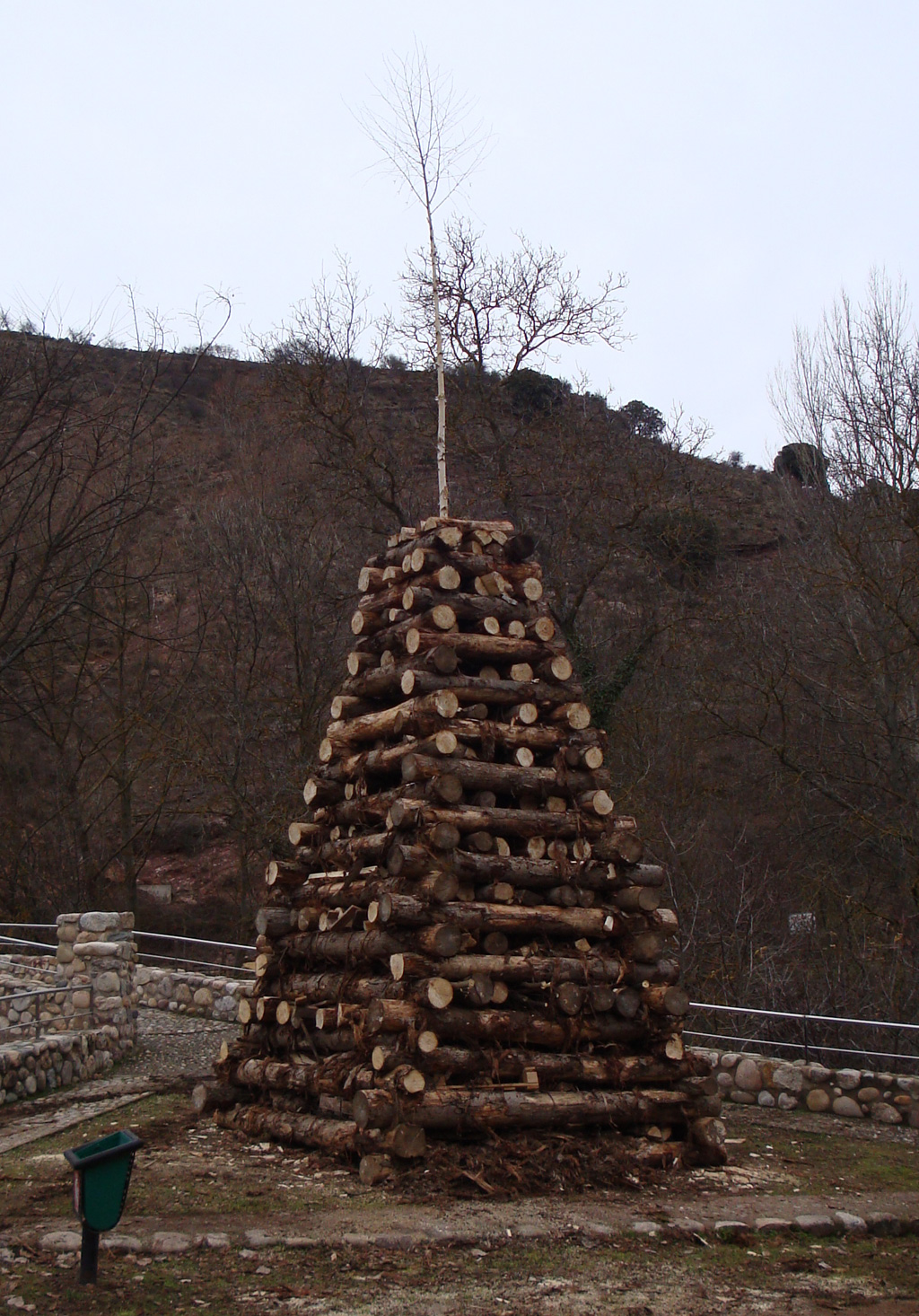
El chozo.

- Fiesta de las piraguas. El primer fin de semana de mayo, se celebra el Descenso en piragua por el río Najerilla. Un centenar de piragüistas se concentran en Viniegra de Abajo. El domingo por la mañana descienden desde la Venta de Goyo hasta el  "Puente de Hiedra", los más osados saltan el "Pozo de la Manta".
- Fiesta de las 7 villas. Se celebra una fiesta anual el primer o segundo fin de semana de julio y por orden rotatorio en cada uno de los pueblos que componen las 7 Villas, con el fin de hermanar y reivindicar algunas mejoras por la administración. Se prepara caldereta para todos los asistentes y durante todo el día hay juegos para niños, para acabar con una verbena popular.
- Romería de San Millán. A mediados de agosto se realiza una romería a la ermita de San Millán, situada en la Sierra. Después de la misa, y de comer y beber bien, se realiza el manteo de gente. Al regresar al pueblo, se hace una parada en el Plantío para merendar.
- Feria de ganado. Se celebra el 9 de septiembre, y es fiesta para los ganaderos; aunque no venden ninguna res este día, se sigue celebrando.
- Noche de las Ánimas. Durante la noche del 1 al 2 de noviembre, se cantan por las calles del pueblo unos rosarios con letras y entonaciones muy curiosas. Antiguamente eran solamente hombres quienes lo cantaban, y en la fría y silenciosa noche, resultaba sobrecogedor oír aquellas voces. Dos grupos de personas, separadas por unos metros cantan durante toda la noche los cinco Misterios del Rosario. Antes de comenzar, se enciende una hoguera en la plaza de la Iglesia, donde posteriormente se toma un tentempié.
- El chozo. Es tradición en Viniegra, montar una pira de leña formando una torre de varios metros en el Puente Canto el día de Nochevieja. Antiguamente se encendía el día de Nochebuena (solsticio de invierno), para "ayudar" al astro rey a salir. Durante varios días, se recogía leña por todo el pueblo para luego quemar la torre durante las últimas horas del año.

## Personas destacadas
- Domingo Izquierdo (1745-?), nombrado teniente general en 1794 por su heroica defensa de la plaza de Rosas durante el sitio de los franceses. Responsable en 1795 de la defensa de Pamplona, y, posteriormente, capitán general de Valencia y caballero de la Orden de San Juan.
- Martín Matute Pérez (1781-1868) quien, tras cursar estudios en Gerona, alentó a la población sitiada editando el Diario de Gerona, divulgando más tarde, tras ser nombrado académico de la Historia en 1820, el pasado de su ciudad de adopción en varios tomos de España Sagrada.
- José Santos Tornero[5] (1808-1894), fue el gran editor del diario chileno El Mercurio, el más antiguo en lengua castellana, al que colocó en una dimensión desconocida hasta entonces. Durante 33 años, él y su familia mantuvieron la propiedad del diario más antiguo y prestigioso de Latinoamérica. Un pionero del periodismo más actual, del debate, de la discusión y de la libertad, comprometido profundamente con sus orígenes españoles y con su país de adopción, Chile.
- Antón Martín Saavedra

## Monumentos y lugares de interés

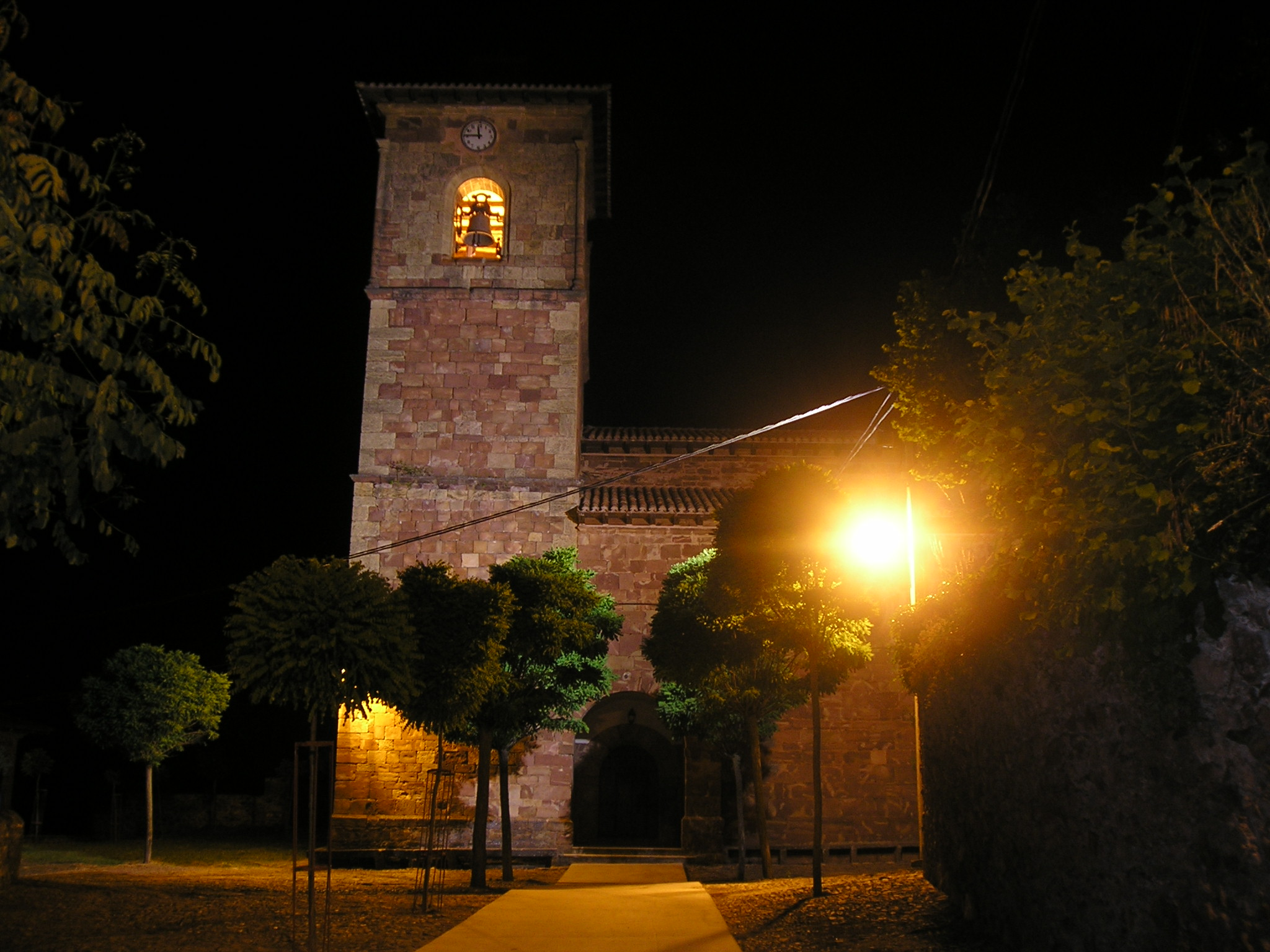
Fachada de la iglesia de la Asunción.

### Arquitectónicos

#### Iglesia de Ntra. Sra. de la Asunción
La iglesia de Nuestra Señora de la Asunción es una construcción del siglo XVI en sillería y sillarejo de piedra rojiza característica de la zona. La portada bajo el pórtico es de medio punto, con bóveda de cañón. La torre es de sección cuadrada y posee tres cuerpos. El campanario, de mediados del siglo XVI, muestra arcos ciegos y columnas adosadas que decoran sus ángulos. La pila bautismal es de principios del siglo XIII y tiene forma de copa gallonada y rematada por una guirnalda.
- Ermita de la Soledad.

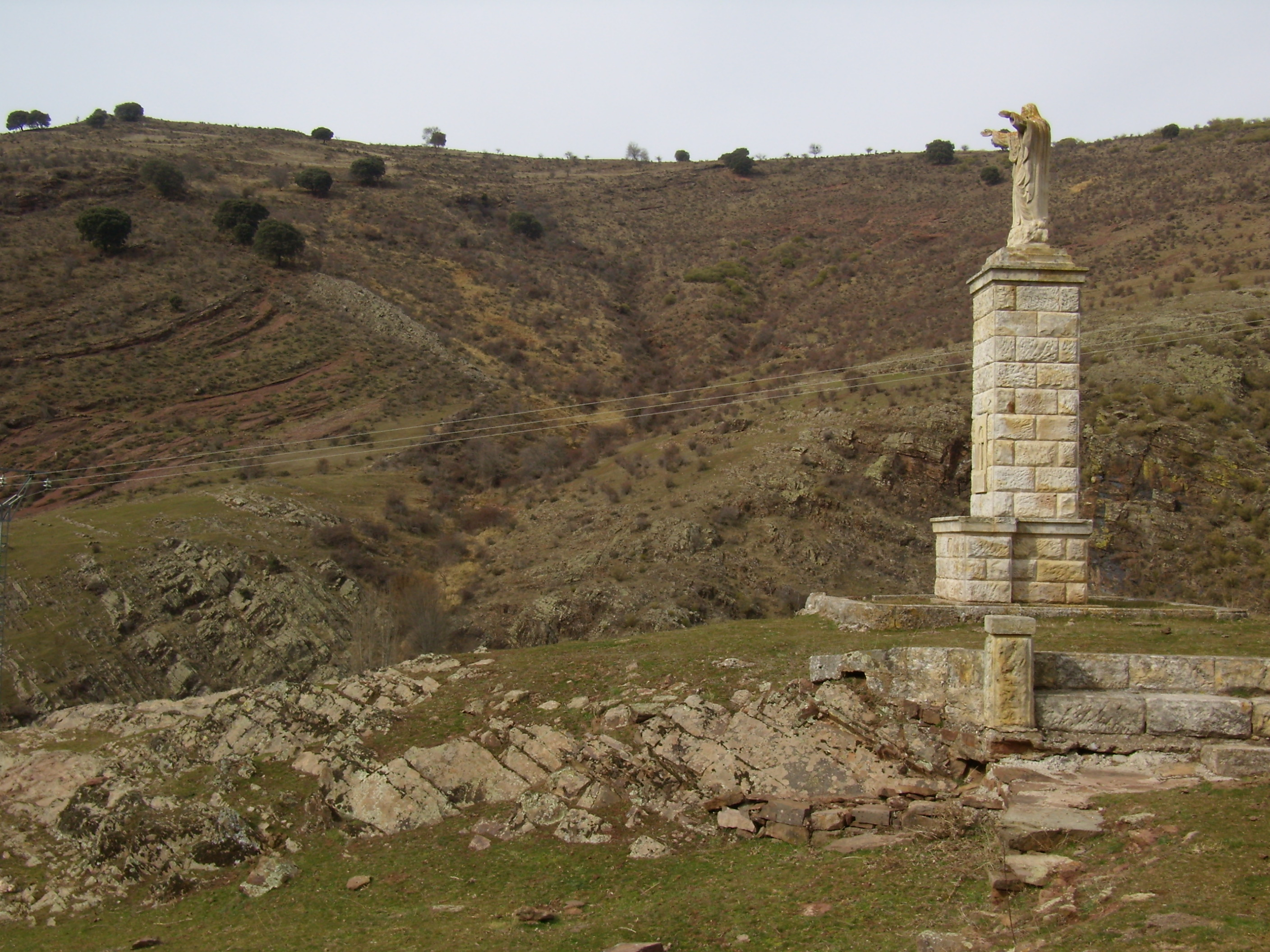
El Corazón de Jesús vigila a Viniegra desde las alturas.

- Ermita de Santiago (en la cumbre de un monte cercano).
- Ermita de San Millán (en el camino a los Picos de Urbión).
- Fuente de los 4 caños.
- Estela de Santa Marina.
- Monumento al Sagrado Corazón de Jesús (en la cumbre de un monte cercano).

### De ocio
- Charco de las ranas (terreno al lado del río).
- La Vega (lugar en el río Urbión con refugio).